# Bistum Valle de la Pascua
Das Bistum  Valle de la Pascua (lat.: Dioecesis Vallispaschalensis) ist eine in Venezuela gelegene römisch-katholische Diözese mit Sitz in Valle de la Pascua. Es umfasst die Bezirke Leonardo Infante, José Tadeo Monagas, José Félix Ribas und Pedro Zaraza des Bundesstaates Guárico.

## Geschichte
Papst Johannes Paul II. gründete das Bistum Valle de la Pascua mit der Apostolischen Konstitution Cum ad aptius am 25. Juli 1992 aus Gebietsabtretungen des Bistums Calabozo und wurde dem Erzbistum Caracas als Suffragandiözese unterstellt. 
Mit der Erhebung des Bistums Calabozo zum Metropolitanerzbistum am 17. Juni 1995 wurde es Teil der neuen Kirchenprovinz.

## Bischöfe von Valle de la Pascua
- Joaquín José Morón Hidalgo (25. Juli 1992–27. Dezember 2002, dann Bischof von Acarigua-Araure)
- Ramón José Aponte Fernández (5. März 2004–11. Januar 2024)
- Ricardo Aldo Barreto Cairo (seit 11. Januar 2024)